# Landry Fields
Landry Addison Fields  (Long Beach, 27 de junho de 1988) é um executivo e ex-jogador profissional de basquete americano. Ele foi o gerente geral do Atlanta Hawks da National Basketball Association (NBA) entre 2022 e 2025. Fields jogou cinco temporadas na NBA pelo New York Knicks e Toronto Raptors de 2010 a 2015.

## Estatísticas na NBA

### New York Knicks (2010–2012)
Fields foi selecionado com a 39ª escolha geral no draft da NBA de 2010 pelo New York Knicks .  Em julho de 2010, ele se juntou aos Knicks para a NBA Summer League de 2010 , onde teve uma média de 15,6 pontos, a maior da equipe, além de 4,8 rebotes e 1,6 roubos de bola em cinco jogos. Em 26 de agosto de 2010, ele assinou seu contrato de novato com os Knicks. Ele ganhou o prêmio de Novato do Mês na Conferência Leste nos meses de novembro e dezembro de 2010.  Em 6 de fevereiro de 2011, ele marcou 25 pontos, a maior pontuação de sua carreira, além de 10 rebotes, na vitória por 117–103 sobre o Philadelphia 76ers .  Para coroar sua forte temporada de estreia, ele foi nomeado para o primeiro time NBA All-Rookie. 
Landry e seu companheiro de equipe Jeremy Lin foram selecionados para jogar pelo Team Shaq no NBA All-Star Weekend Rising Stars Challenge de 2012. Landry também foi membro da equipe de Nova York que venceu a Shooting Stars Competition. 
Em 26 de junho de 2012, os Knicks apresentaram uma oferta qualificada para tornar Landry um agente livre restrito. 

### Toronto Raptors (2012–2015)
Em 11 de julho de 2012, Fields recebeu uma oferta de US$ 20 milhões por três anos do Toronto Raptors .  Os Knicks se recusaram a igualar a oferta e Fields assinou com o Raptors em 15 de julho de 2012. 
Após sua impressionante passagem pelos Knicks, os Raptors esperavam grandes feitos de Landry, que continuou a se desenvolver. No entanto, Fields teve dificuldades com Toronto, em parte devido a lesões, tendo jogado apenas 81 partidas em suas duas primeiras temporadas com a franquia. Ele passou por várias cirurgias para reparar o nervo ulnar do braço direito e, com a reabilitação constante, foi forçado a aprender uma nova forma de arremessar. 

### Lesão e aposentadoria
Fields se tornou um agente livre irrestrito em julho de 2015. Em setembro de 2015, ele passou por uma cirurgia para uma ruptura do lábio do quadril e foi posteriormente descartado por cinco meses.  Ele acabou ficando de fora de toda a temporada 2015-16.
Em 16 de setembro de 2016, Fields foi nomeado olheiro universitário do San Antonio Spurs , encerrando efetivamente sua carreira de jogador.

#### Temporada regular
| Ano      | Equipe      | PJ  | PT  | MPJ  | %AP  | 3P%  | %LL  | RT  | AS  | BR  | TO | PPJ |
| -------- | ----------- | --- | --- | ---- | ---- | ---- | ---- | --- | --- | --- | -- | --- |
| 2010–11  | Nova Iorque | 82  | 81  | 31.0 | .497 | .393 | .769 | 6.4 | 1.9 | 1.0 | .2 | 9.7 |
| 2011–12  | Nova Iorque | 66* | 62  | 28,7 | .460 | .256 | .562 | 4.2 | 2.6 | 1.2 | .3 | 8.8 |
| 2012–13  | Toronto     | 51  | 22  | 20.3 | .457 | .143 | .642 | 4.1 | 1.2 | .6  | .2 | 4.7 |
| 2013–14  | Toronto     | 30  | 2   | 10.7 | .403 | .000 | .636 | 2.0 | .7  | .3  | .1 | 2.3 |
| 2014–15  | Toronto     | 26  | 9   | 8.3  | .488 | .500 | .833 | 1.0 | .6  | .4  | .0 | 1.8 |
| Carreira | Carreira    | 255 | 176 | 23.6 | .473 | .332 | .666 | 4.3 | 1.6 | .8  | .2 | 6.8 |

### Eliminatórias
| Ano      | Equipe      | PJ | PT | MPJ  | %AP  | 3P%  | %LL  | RT  | AS  | BR  | TO | PPJ |
| -------- | ----------- | -- | -- | ---- | ---- | ---- | ---- | --- | --- | --- | -- | --- |
| 2011     | Nova Iorque | 4  | 4  | 17.8 | .200 | .000 | .167 | 1.3 | 1.3 | .5  | .8 | 1.8 |
| 2012     | Nova Iorque | 5  | 4  | 23.0 | .484 | .200 | .714 | 3.0 | 1.4 | .6  | .0 | 7.2 |
| 2014     | Toronto     | 3  | 0  | 8.7  | .000 | .000 | .000 | 2.3 | .3  | 1.3 | .3 | .0  |
| Carreira | Carreira    | 12 | 8  | 17,7 | .375 | .111 | .462 | 2.3 | 1.1 | .8  | .3 | 3.6 |